# Oxudercinae
Oxudercinae là một phân họ thuộc họ cá Oxudercidae. Phân họ này gồm những loài cá hoàn toàn sống lưỡng cư, chúng có thể sử dụng vây ngực để đi bộ trên đất liền. Là loài lưỡng cư, chúng thích nghi với môi trường sống có thủy triều, không giống như hầu hết các loài cá trong môi trường sống như vậy sống sót khi thủy triều rút lui bằng cách ẩn dưới rong biển ẩm ướt hoặc trong hồ thủy triều. Chúng là các loài cá hoạt động khá tích cực khi ra khỏi nước, kiếm mồi và tương tác với nhau, ví dụ như để bảo vệ lãnh thổ của chúng. Chúng được tìm thấy ở vùng nhiệt đới, cận nhiệt đới và ôn đới, bao gồm cả Ấn Độ Dương-Thái Bình Dương và bờ biển Đại Tây Dương của châu Phi.